# Even Stevens
Even Stevens è una sit-com prodotta da Disney Channel, andata in onda tra il 2000 ed il 2003 negli Stati Uniti, su Disney Channel. In Italia, la serie è stata trasmessa da Disney Channel dal 23 gennaio 2006.
La serie conta tre stagioni e si è conclusa con il film Una famiglia allo sbaraglio (The Even Stevens Movie), andato in onda in Italia addirittura prima della serie stessa.

## Trama
La serie è incentrata sulla famiglia Stevens, ma soprattutto sugli strani piani organizzati da Louis, per disturbare la sorella maggiore, Ren.

## Personaggi
- Louis Stevens - Louis, il protagonista della serie, è "l'ultimo degli Stevens" sia per l'età, in quanto è l'ultimogenito, sia perché non è un talento in nessun campo, a differenza dei suoi fratelli e dei suoi genitori. Tuttavia Louis è molto abile nell'organizzare piani per disturbare Ren, la sorella.
- Ren Stevens - Ren è la bella, perfetta ed intelligente secondogenita della famiglia, che a volte è molto presuntuosa. Ren ricopre cariche molto importanti a scuola, infatti è Rappresentante di Classe; inoltre è la cocca del preside.
- Donnie Stevens - Fratello maggiore di Louis e Ren, molto conosciuto, grazie alla sua grande abilità in tutti gli sport.
- Eileen Stevens e Steve Stevens - Rispettivamente senatore ed avvocato, di grande successo. Genitori di Louis, Donnie, e Ren.
- Alan Twitty - Miglior amico di Louis.
- Tawny Dean - Prima amica di Louis, poi sua fidanzata.

- Larry Beale - Rivale di Ren; Spesso cerca di distruggere la reputazione di Ren.
- Tom Gribalski - Intelligente amico di Louis, che parla utilizzando un linguaggio scientifico.
- Condrad Wexler - Preside della scuola di Ren e Louis.
- Ruby Mendel - Migliore amica di Ren.
- Coach Tugnut - Insegnante di Educazione Fisica; rimpiange i tempi in cui insegnava a Donnie, ed è spesso vittima degli scherzi di Louis.
- Monique Taylor e Nelson Minkler - Amici di Ren.

## Episodi
| Stagione         | Episodi | Prima TV USA | Prima TV Italia |
| ---------------- | ------- | ------------ | --------------- |
| Prima stagione   | 21      | 2000-2001    |                 |
| Seconda stagione | 22      | 2001-2002    |                 |
| Terza stagione   | 22      | 2002-2003    |                 |